# Hallasjön (Vissefjärda socken, Småland)
Hallasjön är en sjö i Emmaboda kommun i Småland och ingår i Lyckebyåns huvudavrinningsområde. Sjön har en area på 0,143 kvadratkilometer och ligger 112,2 meter över havet. Vid provfiske har bland annat abborre, braxen, gädda och löja fångats i sjön.

## Delavrinningsområde
Hallasjön ingår i det delavrinningsområde (626909-148749) som SMHI kallar för Utloppet av Kyrksjön. Medelhöjden är 115 meter över havet och ytan är 30,36 kvadratkilometer. Räknas de 31 avrinningsområdena uppströms in blir den ackumulerade arean 565,77 kvadratkilometer. Avrinningsområdets utflöde Lyckebyån mynnar i havet. Avrinningsområdet består mestadels av skog (55 procent), öppen mark (19 procent) och jordbruk (11 procent). Avrinningsområdet har 1,81 kvadratkilometer vattenytor vilket ger det en sjöprocent på 6 procent. Bebyggelsen i området täcker en yta av 1,19 kvadratkilometer eller 4 procent av avrinningsområdet.

## Fisk
Vid provfiske har följande fisk fångats i sjön:
- Abborre
- Braxen
- Gädda
- Löja
- Mört
- Sarv